# Аксайское месторождение фосфоритов
Аксайское месторождение фосфоритов, в составе Каратауского фосфоритоносного бассейна. Расположено в Таласском районе Жамбылской области, в 40 км к западу от города Каратау. Длина 8 км, ширина 100 м. Открыто геологами П.Л. Безруковым и Б.М. Гиммельфарбом. Разведочные работы проводились в 1951—1956. В 1959—87 месторождение разрабатывалось открытым способом, с 1987 — подземным. Руды перерабатываются на Каратауском горно-химическом комбинате.